# Albert Wenk
Albert Wenk (* 20. Februar 1863 in Bühl; † 8. November 1934 in München) war ein deutscher Maler und Marinemaler des 19. und 20. Jahrhunderts.

## Ausbildung und Werk
Wenk studierte bei dem Landschaftsmaler Josef Adrian van Luppen (1834–1891) an der Artesis Hogeschool Antwerpen und anschließend an der Kunstakademie Düsseldorf und bei Gustav Schönleber an der Staatlichen Akademie der Bildenden Künste Karlsruhe.
In den Jahren 1890 bis 1892 reiste Wenk durch Frankreich, Großbritannien und Italien. Bereits 1892 war er auf der Ausstellung der Königlichen Akademie der Künste in Berlin vertreten. 1893 beteiligte er sich an der ersten Großen Berliner Kunstausstellung. Danach ließ er sich in München nieder und beschickte seither die Münchener Glaspalastausstellungen mit seinen Gemälden.
Wenks Œuvre umfasst vor allem Motive vom Mittelmeer, insbesondere der Inseln Capri und Sizilien. In Künstlerkreisen nannte man ihn scherzhaft „Capri-Wenk“. Daneben malte er unter anderem Marinemotive vom Bodensee, dem Rhein und der Insel Jersey. Wenk war einer der bedeutendsten deutschen Marinemaler seiner Zeit. Er war Mitglied der Münchener Künstlergenossenschaft und von 1899 bis 1910 Geschäftsführer der Kunstausstellungen im Glaspalast.
1911 erwarb Kaiserin Auguste Viktoria, die Ehefrau Wilhelms II., Wenks Gemälde „Abendfrieden auf Capri“. Auch andere Adelige und Industrielle zählten zu den Käufern seiner Kunstwerke. Viele davon gingen ins Ausland, in die Vereinigten Staaten, nach England, Argentinien und Japan. Wenk war mehrfach auf den internationalen Kunstausstellungen im Carnegie Institute in Pittsburgh vertreten. 1915 wurde auf der Panama-Pacific International Exposition in San Francisco sein Gemälde „Stürmische See“ ausgestellt.
Ein Rezensent der Herbstausstellung des Kunstvereins Hannover schrieb im Jahr 1912 über Wenk: „Dieser Schüler Schönlebers hat von seinem Lehrer sehr viel gelernt, aber er übertrifft ihn vielleicht noch an Kraft und Tiefe, an leuchtender Schönheit der Farben und kommt ihm an Stimmungsgehalt nahezu gleich.“ Im gleichen Jahr schrieb ein Kunstkritiker in den Altonaer Nachrichten über die Arbeiten Wenks anlässlich einer Ausstellung im Donner'schen Schloss in Altona: „Seine Bilder sind gemalte Hymnen an die Natur und ihre tausend Wunder. Er malt das Meer in seiner tosenden Wut und seinem keuschen Frieden. Er beseelt das Meer. Wenn man eines dieser Meisterwerke erst einmal ins Auge gefaßt hat, dann vergißt man auf einige Zeit alles andere und versinkt ganz in die träumende Pracht dieser menschenleeren Meeresküsten, dieser tausendfach bewegten Brandungen.“ Fritz Droop sagte über Wenk im Jahr 1923: „Die See hat ihn groß gemacht, weil er ihre Seele erkannte, wie kaum ein deutscher Maler neben ihm.“

## Privatleben
Im März 1896 kam Sohn Walter zur Welt. Zwei Monate später heiratete Albert Wenk seine Lebensgefährtin Anna Fackelmann. Im März 1898 wurden dem Paar Zwillingsmädchen geboren. Zwei Wochen später verstarb seine Frau im Wochenbett. In zweiter Ehe heiratete Wenk 1899 Annas jüngere Schwester Emma. Eine der Töchter ist Gertrude Wenk-Praun, eine Münchener Genre- und Bildnismalerin.

Bildergalerie
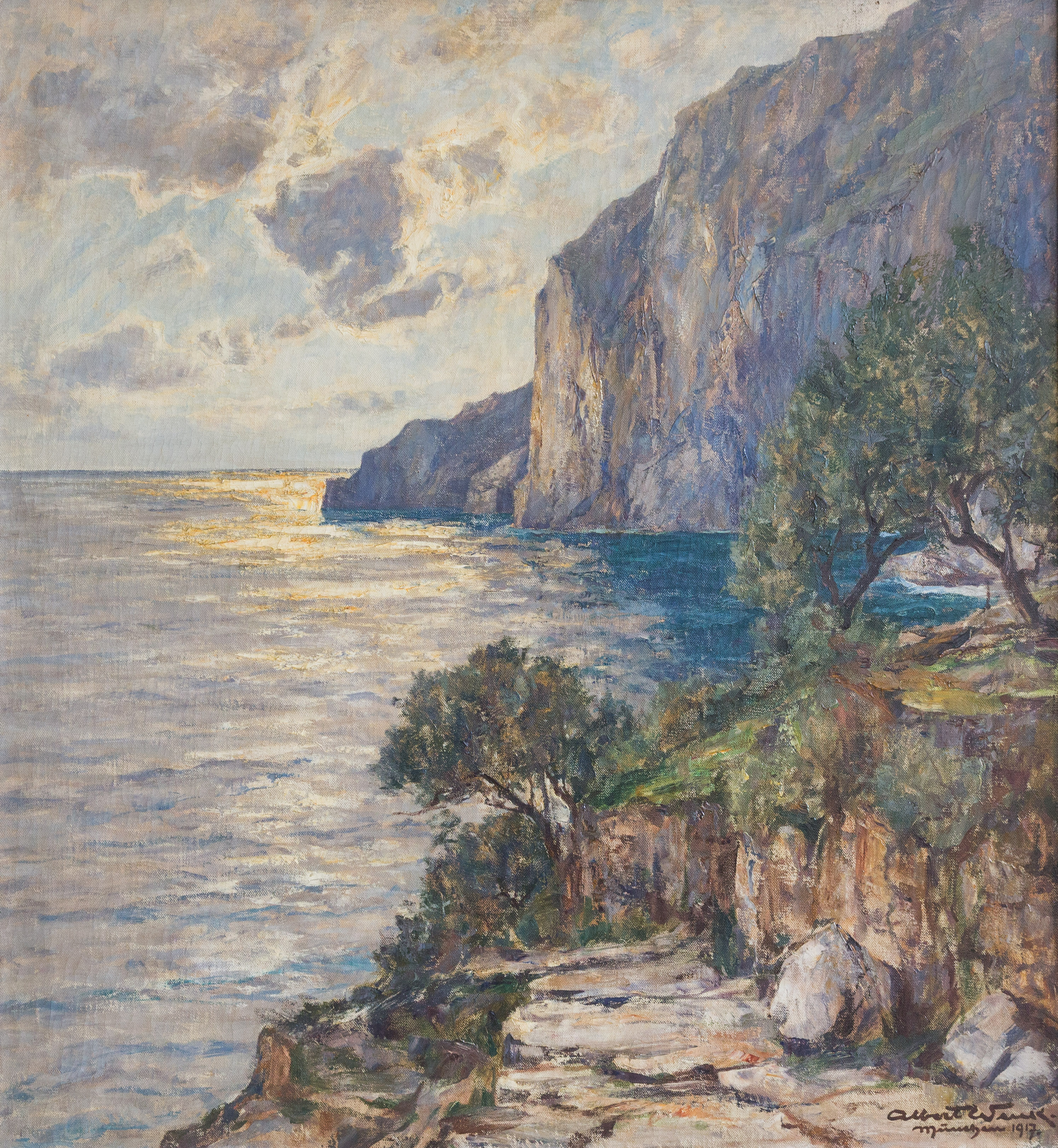
Am Weg zu den Faraglioni (Capri, 1917)
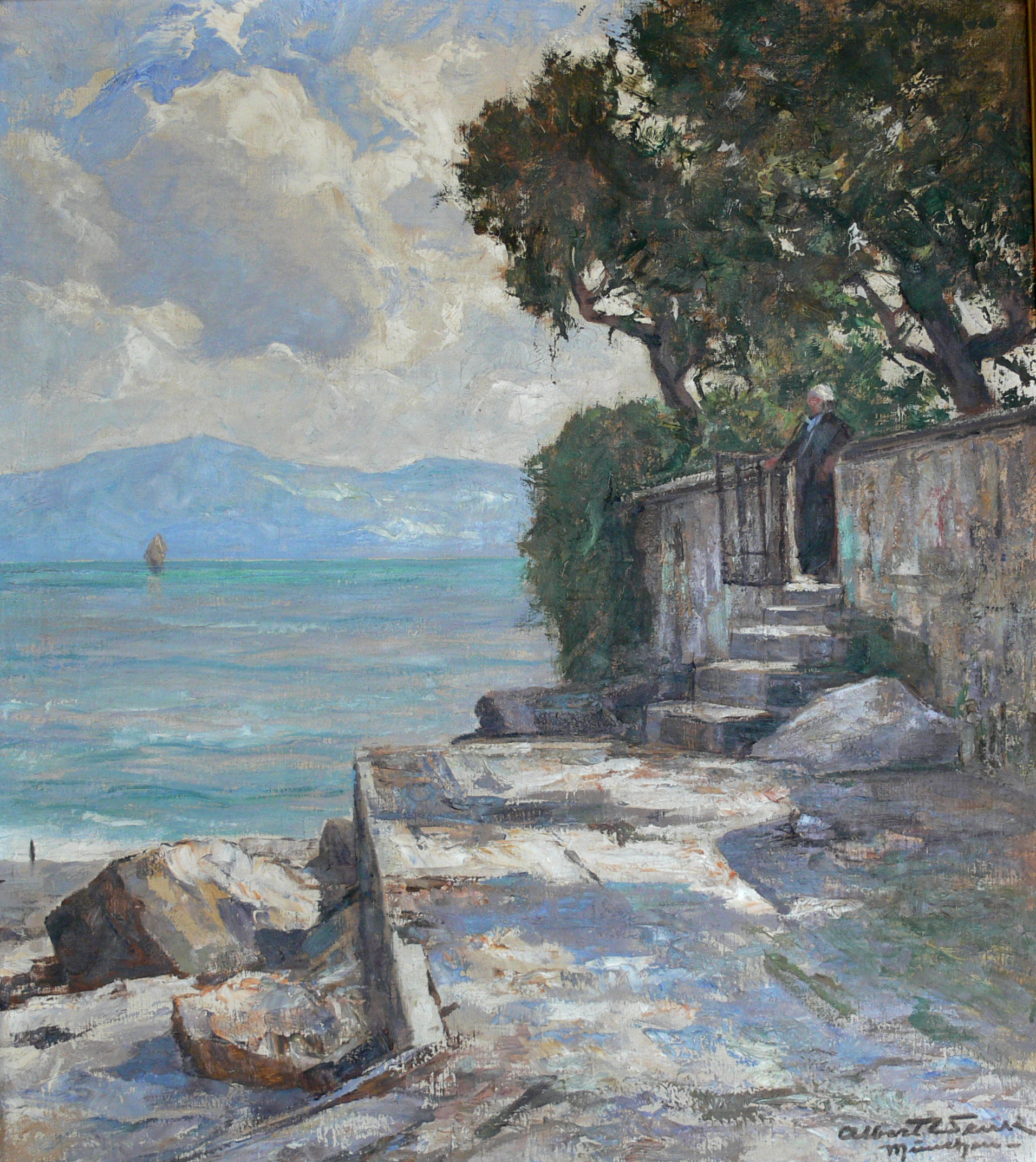
Bodensee (um 1920)
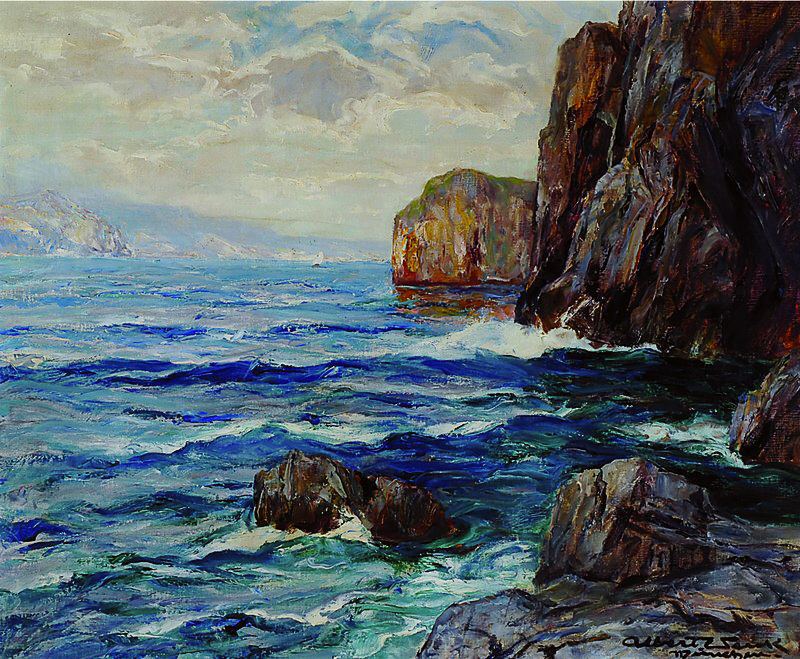
Brandung an der Felsenküste (spätestens 1934)
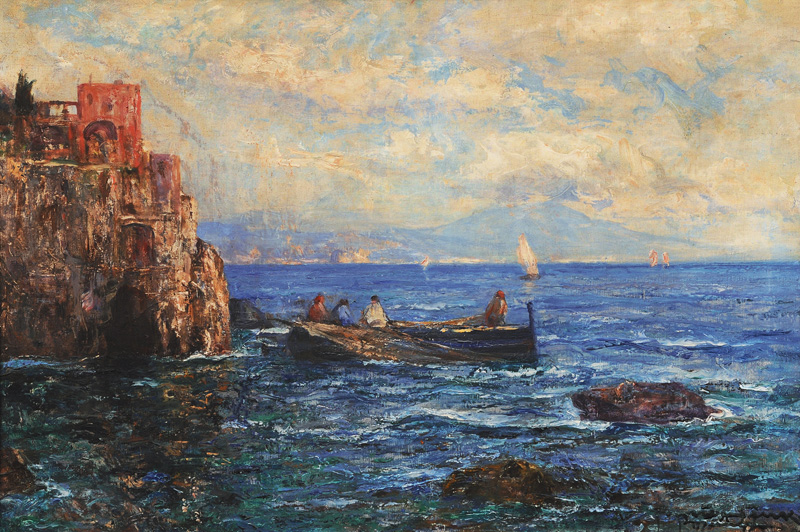
An der Küste von Capri, vor der Blauen Grotte (spätestens 1934)
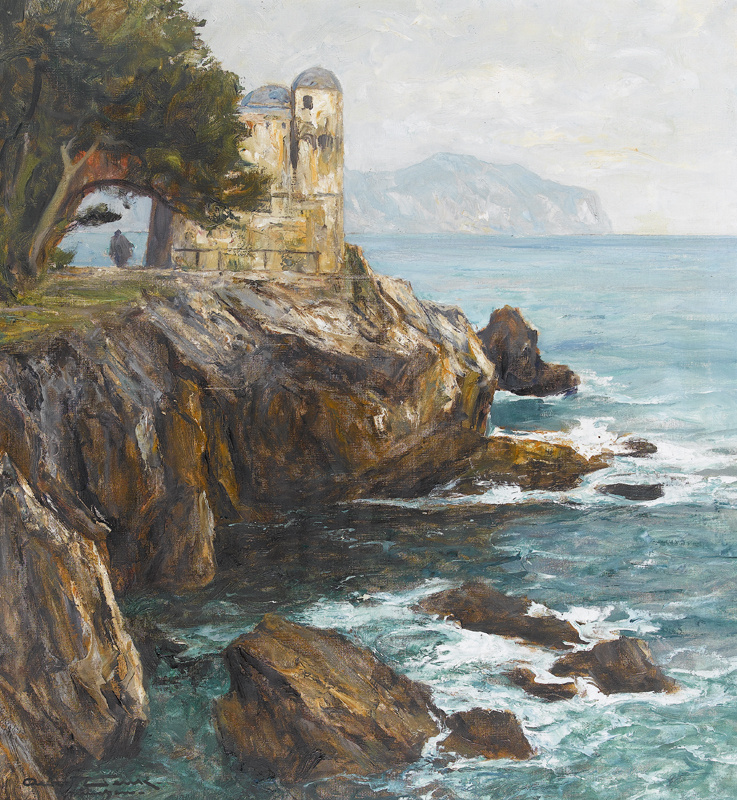
Felsige Küstenpartie bei Nervi (spätestens 1934)
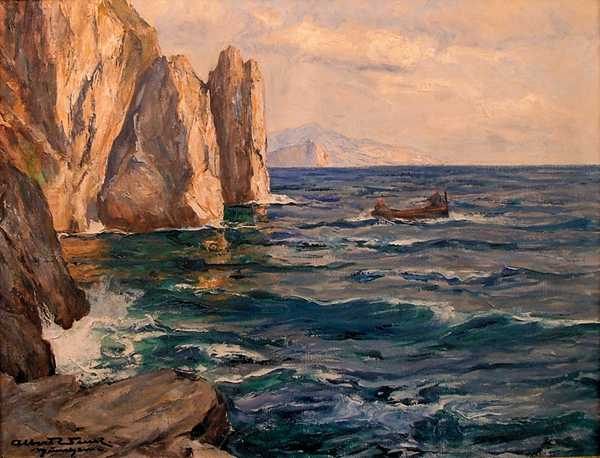
Italienische Küste
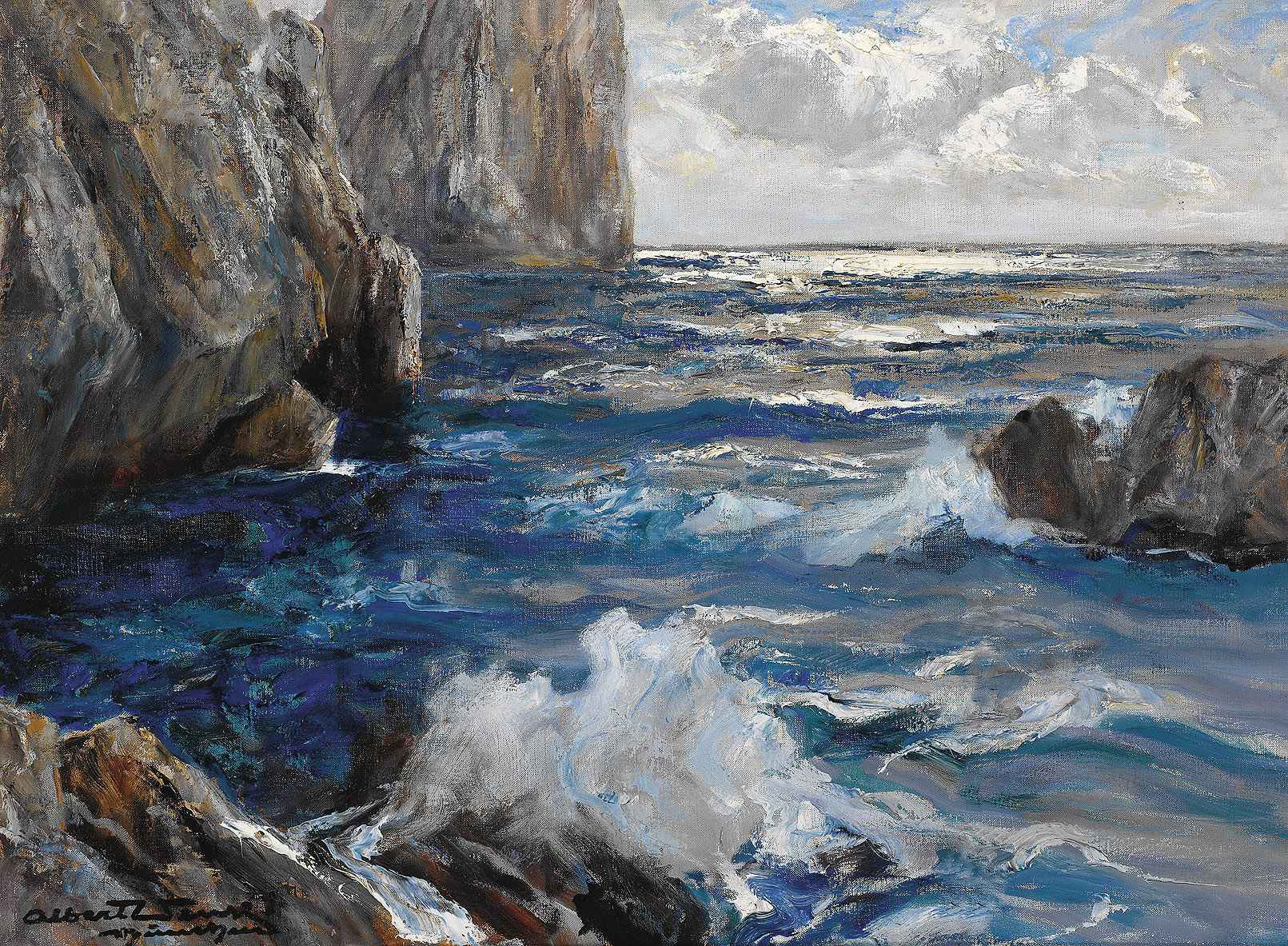
Faraglioni-Felsen Capri
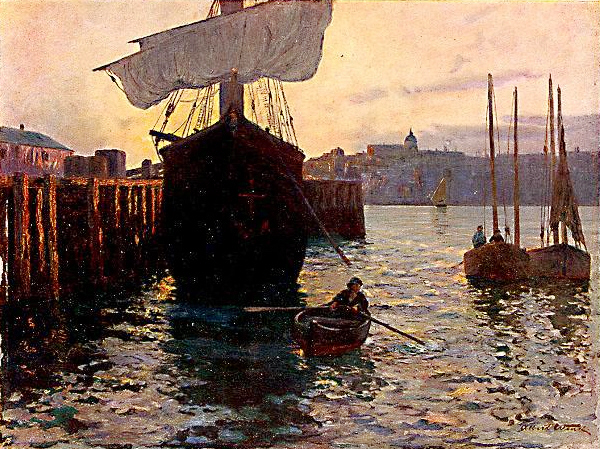
Hafen von Jersey
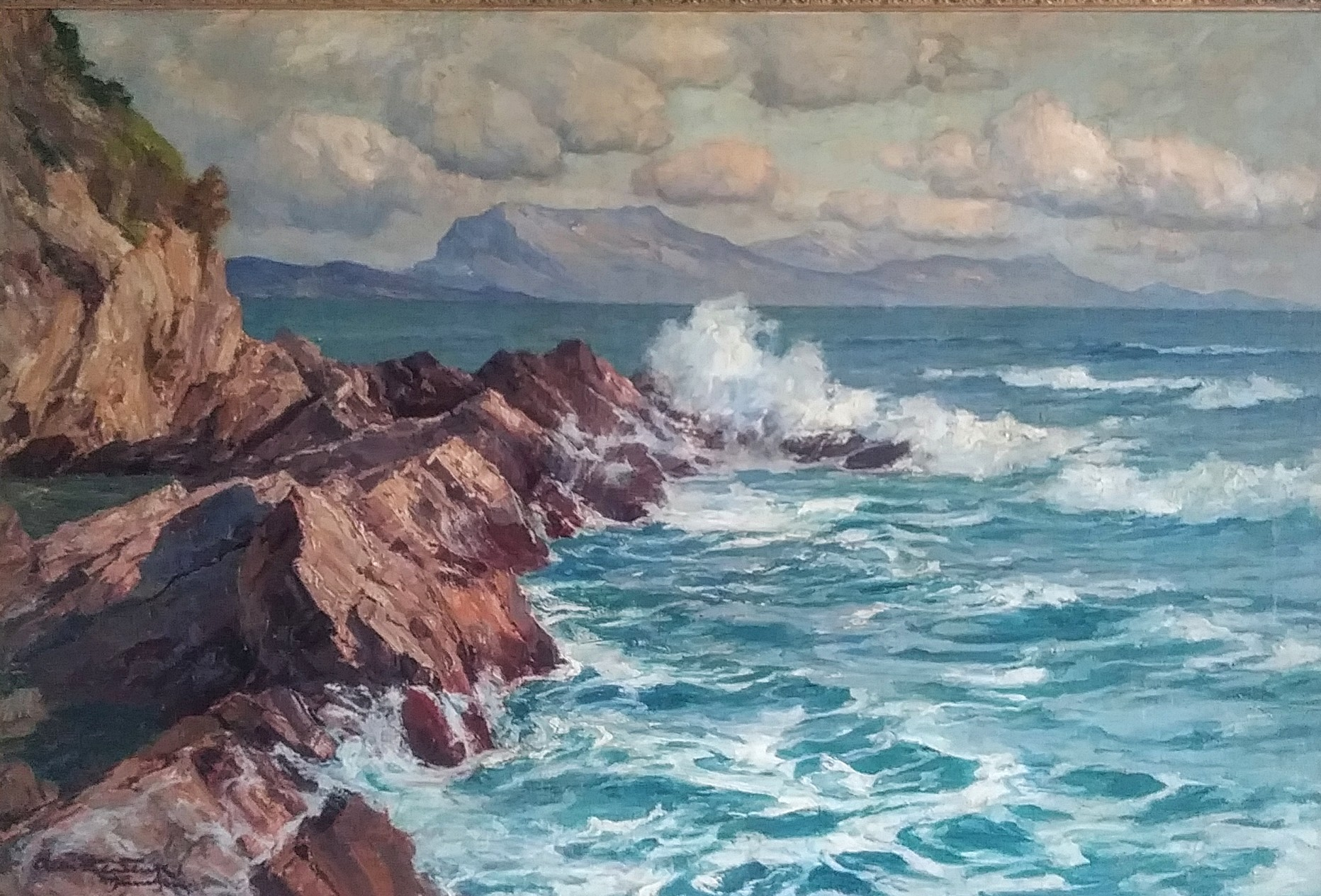
Küste bei Capri (bis 1934, Öl)